# Cora Bagley Marrett

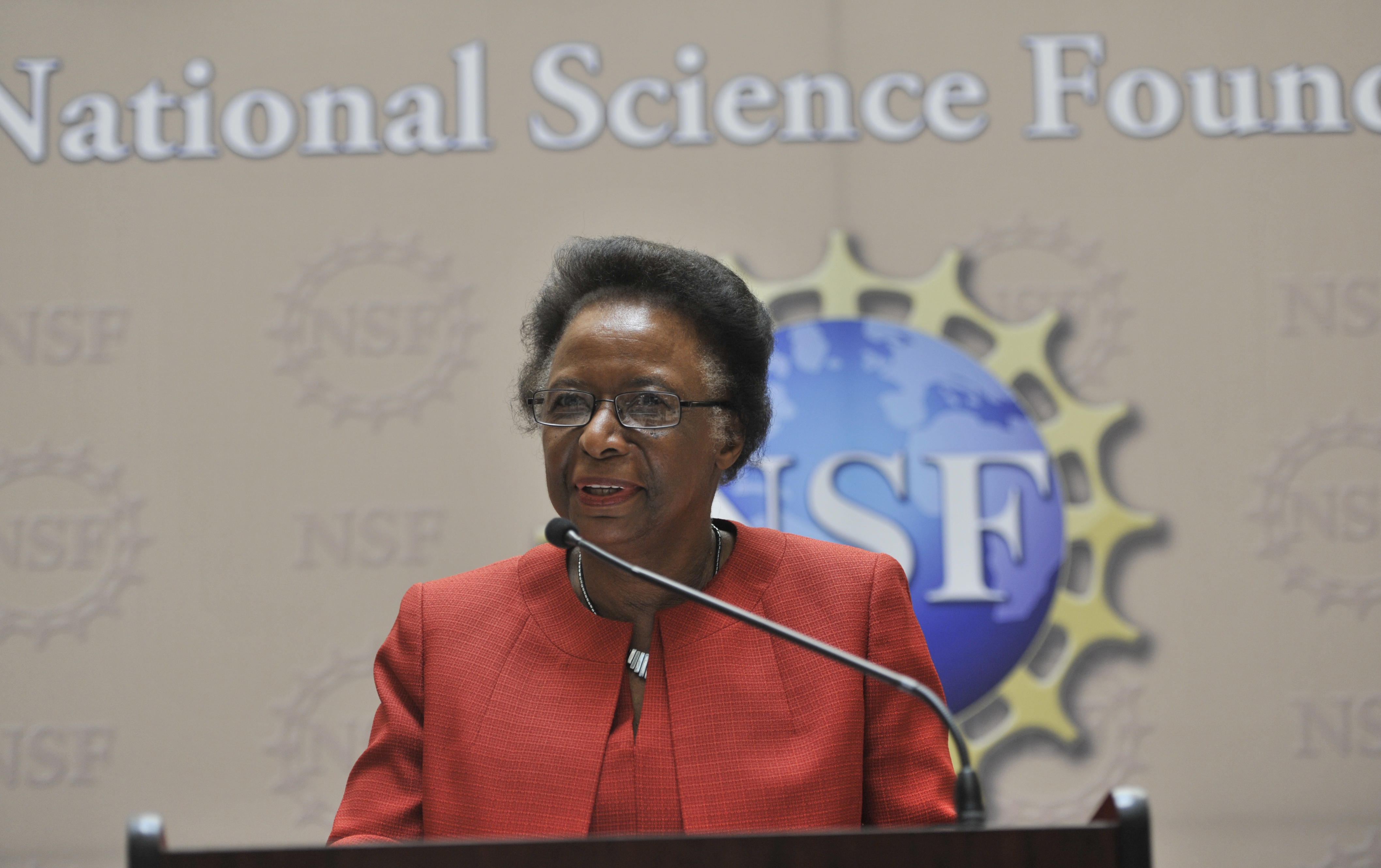
Cora Bagley Marrett am 2. April 2014

 Cora Bagley Marrett  (* 1942 in Kenbridge, Virginia, Vereinigte Staaten) ist eine US-amerikanische Soziologin und Hochschullehrerin. Sie war von 2011 bis 2014 stellvertretende Direktorin der National Science Foundation (NSF).

## Leben und Werk

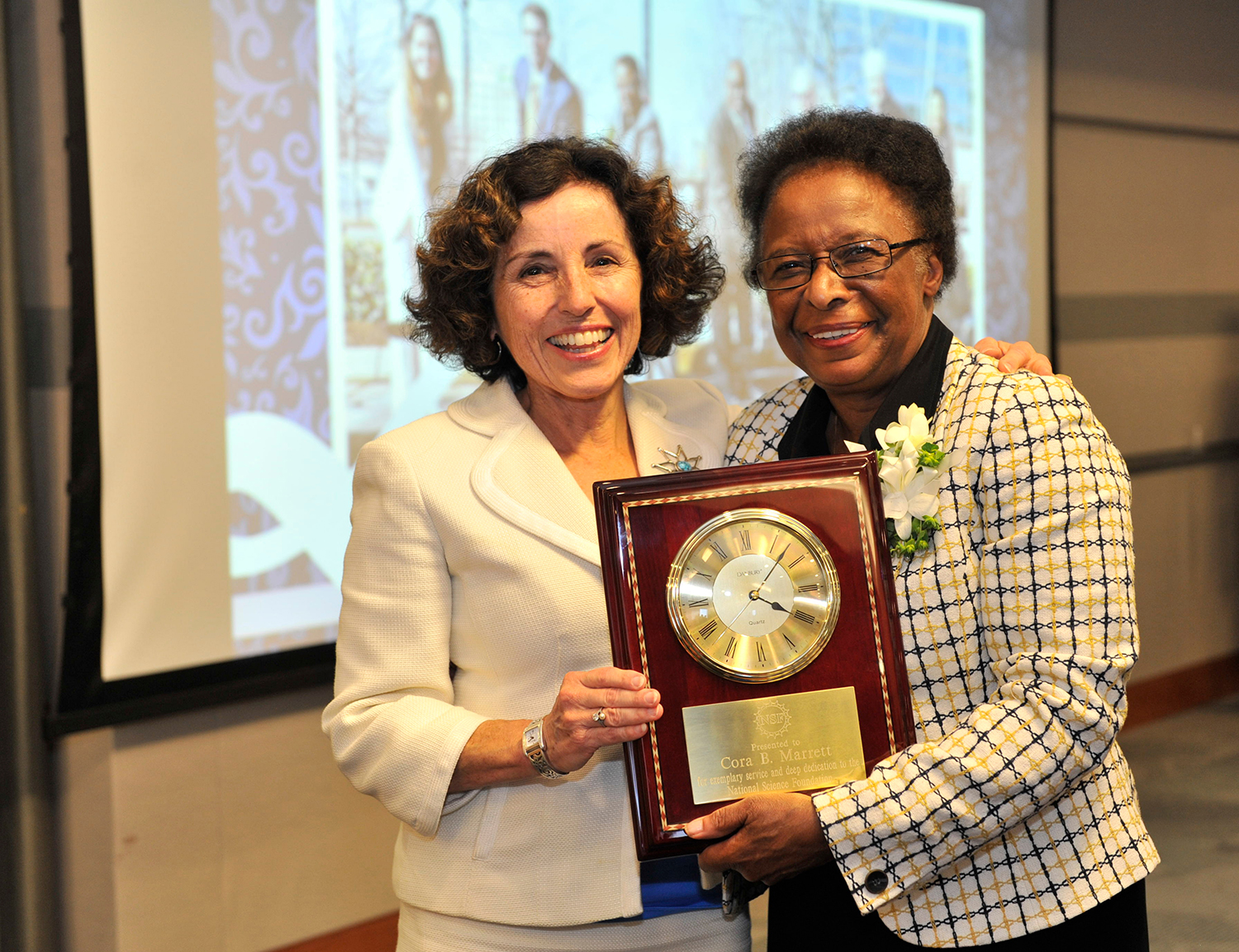
NSF-Direktorin France Córdova überreicht Marrett bei dem Abschiedsempfang 2014 eine Uhr mit Gravur

Marrett ist das jüngste Kind von zwölf Kindern des Zimmermanns Horace Bagley und Clorann (Boswell) Bagley. Sie studierte Soziologie an der Virginia Union University, wo sie einen Bachelor-Abschluss erhielt. An der University of Wisconsin-Madison erwarb sie ihren Master-Abschluss und promovierte 1968 in Soziologie. Sie unterrichtete anschließend an der Western Michigan University, wo sie für einen University Teaching Award nominiert wurde, und an der University of North Carolina.
Von 1974 bis 1997 war sie Professorin für Soziologie und Afroamerikanische Studien an der University of Wisconsin–Madison. Von 1988 bis 1991 war sie stellvertretende Vorsitzende der Abteilung für Soziologie und Mitglied des Energy Analysis and Policy Program und des Wisconsin Center for Education Research.
Von 1997 bis 2001 war sie Provost, Senior Vice Chancellor für akademische Angelegenheiten und Professorin für Soziologie und Afroamerikanische Studien an der University of Massachusetts Amherst.
Sie leitete die United Negro College Fund/Andrew Mellon Programs von 1990 bis 1992. Von 1992 bis 1996 war sie stellvertretende Direktorin der National Science Foundation, wo sie die Direktion für Sozial-, Verhaltens- und Wirtschaftswissenschaften gründete und als erste leitete.
Von 1996 bis 1998 war sie Mitglied des Verwaltungsrats des Argonne National Laboratory und war Mitglied einer Peer-Review-Aufsichtsgruppe für die National Institutes of Health.
Ihre zweite Amtszeit bei der NSF begann im Januar 2009 als stellvertretende Direktorin verantwortlich für Bildung und Personalwesen. 2010 wurde sie für fünf Monate kommissarische Direktorin und im März 2013 erneut, als Subra Suresh zurücktrat.
Von 2001 bis 2007 war sie Senior Vice President für akademische Angelegenheiten des University of Wisconsin System. Gleichzeitig war sie auch Professorin für Soziologie an der University of Wisconsin-Madison.
Marrett schied Ende August 2014 aus der NSF aus, wo sie als stellvertretende Direktorin, kommissarische Direktorin, leitende Beraterin für Stiftungsangelegenheiten, kommissarische stellvertretende Direktorin, stellvertretende Direktorin für Bildung und Personalwesen und stellvertretende Direktorin für Sozial-, Verhaltens- und Wirtschaftswissenschaften tätig gewesen war.

## Auszeichnungen (Auswahl)
- 1996: Ehrendoktorwürde der Wake Forest University
- 1998: Fellow der American Academy of Arts and Sciences
- 2008: Johnson-Cox-Frazier Award[5]
- 2011: Ehrendoktor der Virginia Union University[6]
- 2012: Distinguished Alumni Award, Wisconsin Alumni Association

## Veröffentlichungen (Auswahl)
- mit Louise C. Wilkinson: Gender Influences in Classroom Interaction (Educational Psychology) . Academic Press Inc, 1985, ISBN 978-0127520759.
- mit Cheryl Leggo: Research in Race and Ethnic Relations: A Research Annual (Research in Race & Ethnic Relations). JAI Press Inc. 1985, ISBN 978-0892323616.